# پل منصور نقدی
پُل منصور نقدی (۲۹ مارس ۱۹۲۴–۹ ژوئیه ۱۹۹۴) استاد مهندسی مکانیک در دانشگاه کالیفرنیا در برکلی است.

## اوایل زندگی و تحصیلات
نقدی در ۲۹ مارس ۱۹۲۴ در تهران به دنیا آمد و در سال ۱۹۴۳ در سفری پر مخاطره به جهت ادامه تحصیل راهی آمریکا می‌شود، او در این کشور مهندسی مکانیک می‌خواند و در سال ۱۹۴۶ فارغ‌التحصیل می‌شود. بعد از مدت کوتاهی که برای ارتش آمریکا کار می‌کند، به دانشکدهٔ مهندسی مکانیک دانشگاه میشیگان می‌پیوندد. او در سال ۱۹۴۸ شهروند ایالات متحده می‌شود. او فوق لیسانس خود را در سال همین سال کسب می‌کند همچنین در سال ۱۹۵۱ مدرک دکتری خود را دریافت می‌کند.

## دوران حرفه‌ای
در میان سال‌های ۱۹۴۹ تا ۱۹۵۱ او در سمت مربی در دانشکده مهندسی مکانیک مشغول فعالیت بود، پس از دریافت مدرک دکتری خود به عنوان استاد در ان آربور منصوب شد. وی به سرعت رشد کرد و دانشیار شد، این اتفاق در سال ۱۹۵۳ رخ‌داد، او در سال بعد استاد تمام شد. در سال ۱۹۵۸ به دانشگاه برکلی منتقل شد و نقش مهمی در ایجاد بخش مکانیک کاربردی دپارتمان مکانیک داشت. وی از ۱۹۶۴ تا ۱۹۶۹ ریاست این قسمت را برعهده داشت. او در سال ۱۹۸۰ از سوی انجمن مهندسین مکانیک آمریکا موفق به دریافت مدال تیموشنکو شد.